# Chegada do Papai Noel
A Chegada do Papai Noel foi um evento especial de natal promovido pelo jornal O Globo, sendo muitas vezes transmitido ao vivo pela emissora Rede Globo. 
Era patrocinado principalmente pela Coca-Cola, tanto que quando realizado no Maracanã, um grande balão com o logotipo da marca era solto para flutuar sobre o estádio durante o show, e banners com o slogan "Beba Coca-Cola" eram colocados nos suportes das arquibancadas.
A partir da década de 80, também começou a ser patrocinado pela rede de supermercados Sendas.

## Sobre
O evento começou em 1956 como um desfile de carros e alegorias com tema natalino, chamado "Parada de Natal". 
Sendo um grande sucesso, começou a atrair cada vez mais público, após alguns anos, na década de 70 o evento passou a ser um festival repleto de diversas atrações como cantores e artistas de circo, ganhando popularmente o nome de "Chegada do Papai Noel"
Também nos anos 70 o evento passou a ser realizado em estádios, especialmente no Maracanã.
Foi somente no início dos anos 80 que A Chegada do Papai Noel começou a ser transmitida ao vivo pela Rede Globo.

## Público recorde
O maior público já registrado em todas as edições foi em 1978 no Maracanã: 250 mil pessoas foram ao estádio assistir ao evento, num espetáculo que teve apresentações de bailarinas, dos trapalhões Didi, Dedé e Mussum (interpretados por Renato Aragão, Dedé Santana e Mussum), dos atores do programa Sítio do Picapau Amarelo (1977) e do grupo musical As Frenéticas.
Anos depois, A Chegada do Papai Noel costumava receber uma média de 200 mil pessoas no Maracanã.

## Atrações
As atrações eram em sua grande maioria, voltadas para o público infantil, as de maior destaque eram a cantora Xuxa e grupos musicais como Trem da Alegria e a Turma do Balão Mágico. 
Porém gêneros como MPB, Pop e Rock também faziam parte dentre as muitas atrações, tendo ocorrido apresentações de Raul Seixas, Fábio Junior e Celly Campello ao longo dos anos. O esporte também tinha seu espaço na festa, sendo algumas edições realizadas após partidas de futebol, como em 1972 (Flamengo X Fluminense) e 1987.
Era comum que no final do evento, um indivíduo fantasiado de Papai Noel descia no estádio por meio de um helicóptero, realizava um discurso portando a "chave da cidade" e pássaros e balões eram soltos no ar.

## Realização em outras localidades
A Chegada do Papai Noel foi promovida, realizada e transmitida ao vivo pela Rede Globo até a edição de 2 de dezembro de 1989 no Maracanã, porém o evento continuou a ser realizado por afiliadas da emissora, em especial pela RBS.
A última edição ocorreu em 1998 no Estádio Beira Rio e foi transmitida em circuito fechado para os estados do Rio Grande do Sul e Santa Catarina.
Em muitos casos, o evento ocorria mais de uma vez no mesmo ano: no Maracanã com transmissão nacional pela Rede Globo e em estádios de outras cidades, com transmissão restrita por uma afiliada da emissora carioca no determinado estado. Como em 1987 e 1988, ambos anos onde o evento foi realizado tanto no Rio de Janeiro e em Florianópolis.
Também chegou a ser realizado com menos frequência na capital paulista, mais especificamente no Estádio Cícero Pompeu de Toledo (Morumbi). 

## A volta do evento
A Chegada do Papai Noel chegou a ser realizada muitas vezes após 1998, alguns exemplos são: no Maracanã, em 18 de dezembro de 1999, com um público estimado de 73 mil pessoas, a edição teve shows de pagode e escolas de samba, com a atração principal sendo a apresentadora Eliana ,
em 2001, com participações de Xuxa e Padre Marcelo Rossi, em 2005, também com participação de Xuxa, e em 2008 com apresentações de Kelly Key, Xuxa, Daniel e artistas de circo.
Porém essas edições não foram transmitidas para TV, nem mesmo de forma restrita para o estado ou capital do Rio de Janeiro, sede do evento.